# Мньовська сільська рада
Мньо́вська сільська рада — орган місцевого самоврядування у Чернігівському районі Чернігівської області. Адміністративний центр — село Мньов.

## Загальні відомості
Мньовська сільська рада утворена в 1919 році.
- Територія ради: 3,81 км²
- Населення ради: 940 осіб (станом на 2001 рік)

## Населені пункти
Сільській раді підпорядковані населені пункти:
- с. Мньов
- с. Глядин
- с. Пустинки
- с. Храпате
- с-ще Центральне

## Склад ради
Рада складається з 14 депутатів та голови.
- Голова ради: Лутченко Олена Михайлівна
- Секретар ради: Лутченко Алла Михайлівна

### Керівний склад попередніх скликань
| ПІБ                            | Основні відомості                                                         | Дата обрання | Дата звільнення |
| ------------------------------ | ------------------------------------------------------------------------- | ------------ | --------------- |
| Пащенко Геннадій Володимирович | Сільський голова, 1980 року народження, безпартійний                      | 26.03.2006   | 31.10.2010      |
| Лутченко Олена Михайлівна      | Сільський голова, 1977 року народження, освіта вища, член Партії регіонів | 31.10.2010   |                 |

Примітка: таблиця складена за даними джерела

### Депутати
За результатами місцевих виборів 2010 року депутатами ради стали:

#### За суб'єктами висування
| Суб'єкт висування | Кількість обраних депутатів | %    |
| ----------------- | --------------------------- | ---- |
| Самовисування     | 8                           | 57,1 |
| Партія регіонів   | 6                           | 42,9 |

#### За округами
| № округу        | Прізвище, ім'я, по батькові    | Дата визнання обраним | Освіта             | Партійна приналежність                        | Відомості про обраного депутата                                |
| --------------- | ------------------------------ | --------------------- | ------------------ | --------------------------------------------- | -------------------------------------------------------------- |
| Партія регіонів |                                |                       |                    |                                               |                                                                |
| 1               | Лутченко Юрій Іванович         | 01.11.2010            | вища               | член Партії регіонів                          | Мньовська загальноосвітня школа І-ІІІ ст., вчитель             |
| 2               | Тереховець Петро Володимирович | 01.11.2010            | середня спеціальна | член Партії регіонів                          | Мньовський фельдшерсько-акушерський пункт, фельдшер            |
| 3               | Лутченко Антоніна Митрофанівна | 01.11.2010            | середня спеціальна | член Партії регіонів                          | Мньовська загальноосвітня школа І-ІІІ ст., сторож              |
| 4               | Хропатий Юрій Олексійович      | 01.11.2010            | вища               | член Партії регіонів                          | підприємство, м. Славутич, водій                               |
| 5               | Лутченко Ніна Миколаївна       | 01.11.2010            | середня            | член Партії регіонів                          | Мньовська загальноосвітня школа І-ІІІ ст., бібліотекар         |
| 6               | Бубенко Олена Миколаївна       | 01.11.2010            | середня            | позапартійна                                  | Мньовська загальноосвітня школа І-ІІІ ст., помічник кухаря     |
| Самовисування   |                                |                       |                    |                                               |                                                                |
| 7               | Чеботар Наталія Іванівна       | 01.11.2010            | вища               | член Соціалістичної партії України            | Мньовська загальноосвітня школа І-ІІІ ст., заступник директора |
| 8               | Лутченко Олександр Іванович    | 01.11.2010            | вища               | позапартійний                                 | підприємство, м. Славутич, інженер                             |
| 9               | Лутченко Алла Михайлівна       | 01.11.2010            | середня            | позапартійна                                  | Мньовська сільськарада, секретар                               |
| 10              | Чеботар Валентин Олексійович   | 01.11.2010            | середня спеціальна | член Всеукраїнського об'єднання «Батьківщина» | підприємство, м. Славутич, водій                               |
| 11              | Гапон Алла Петрівна            | 01.11.2010            | середня            | член Всеукраїнського об'єднання «Батьківщина» | Мньовське відділення зв'язку, листоноша                        |
| 12              | Пащенко Лариса Михайлівна      | 01.11.2010            | середня спеціальна | член Партії регіонів                          | Мньовська сільська бібліотека, декретна відпустка              |
| 13              | Пащенко Геннадій Володимирович | 01.11.2010            | середня спеціальна | член Всеукраїнського об'єднання «Батьківщина» | Мньовська сільськарада, голова                                 |
| 14              | Лутченко Віктор Володимирович  | 01.11.2010            | середня            | позапартійний                                 | тимчасово не працює                                            |